# 친애하는 동지들!
친애하는 동지들!(Dorogie Tovarischi!, Dear Comrades!)은 러시아 연방에서 제작된 안드레이 콘찰로프스키 감독의 2020년 드라마 영화이다.
제77회 베니스 국제 영화제에 출품되었다.